# Sulawesikuskus
Sulawesikuskus (Ailurops ursinus) är en pungdjursart som först beskrevs av Coenraad Jacob Temminck 1824. Ailurops ursinus ingår i släktet Ailurops och familjen klätterpungdjur. IUCN kategoriserar arten globalt som sårbar.

## Utseende
Arten når en absolut längd av upp till 120 cm och svansen är lika lång som huvud och bål tillsammans. Den genomsnittliga vikten ligger vid 7 kg. Ovansidans päls varierar mellan svart, grå och brun och undersidan samt underarmar och skenben är allmänt ljusare. Pälsfärgen är beroende på individens ålder samt av utbredningen. Det finns ganska grova täckhår över en kort underull. Enligt en annan källa är pälsen tät och mjuk. Sulawesikuskus kan använda sin nakna svans som gripverktyg. Den har dessutom två motsättliga "tummar" vid varje hand och en motsättlig stortå vid bakfoten. Huvudet kännetecknas av en avplattad skalle, en kort nos och små öron. Alla fingrar och tår är utrustade med skarpa, spetsiga klor. Liksom hos flera andra pungdjur har honor en pung (marsupium) på buken som skyddar ungarna när de diar.

## Utbredning
Pungdjuret förekommer på Sulawesi och på några mindre öar i samma region. Öarna utgörs av lågland och kulliga områden. Arten vistas i tropiska regnskogar samt i människans trädodlingar eller trädgårdar.

## Ekologi
Individerna bildar oftast par eller mindre flockar med tre eller fyra medlemmar. De klättrar vanligen i växtligheten och vilar stora delar av dygnet. Aktiviteten är inte kopplad till någon särskild dagtid. Sulawesikuskus äter huvudsakligen blad och den föredrar unga blad. För att få proteiner äts även mogna blad (till exempel av ilang-ilang och av Palaquium amboinense), blommor, unga växtskott och omogna frukter.
Honor kan ha upp till två kullar per år med en unge per kull. Annars är fortplantningssättet okänt. Troligen liknar arten i detta avseende andra klätterpungdjur.

## Underarter
Arten delas in i följande underarter:
- A. u. flavissimus
- A. u. furvus
- A. u. togianus
- A. u. ursinus